# Старые Буриги
Старые Буриги — деревня в восточной части Порховского района Псковской области. Входит в состав сельского поселения «Полонская волость».
Расположена на берегу реки Полонка (правый приток Шелони), в 12 км к востоку от города Порхов и в 3 км к востоку от волостного центра, деревни Полоное.

## Население
Численность населения составляет 41 житель (2000 год).